# 阿卜杜拉·伊本·賽耳德
阿卜杜拉·伊本·賽耳德（拉丁化：Abd Allah Ibn Sa'd Ibn Abi Sarh，？－約656年），哈里發奧斯曼·本·阿凡在任時的上埃及總督。